# Friedrich Erdmann Petri
Samuel Friedrich Erdmann Petri (* 20. Oktober 1776 in Budissin; † 11. Juni 1850 in Fulda) war ein deutscher Theologe, Lehrer, Lexikograf, Sprachpurist und Autor.

## Leben
Petri studierte von 1796 bis 1799 in Leipzig Theologie und Philosophie und wurde dort promoviert. Ab 1803 nahm er als Lehrer am Schullehrerseminar in Dresden seine Arbeit auf. Er wurde bald stellvertretender Direktor des Schullehrerseminars in Dresden-Friedrichstadt. Am 20. März 1805 berief ihn der Fürst von Fulda, Erbprinz Wilhelm I. (Niederlande) als Professor für Geschichte und der deutschen Sprache an das neue errichtete Lyzeum zu Fulda. Ende 1806 wurde er außerdem zum Pfarrer der 1802 gestifteten evangelischen Pfarrei  mit ihren rund 300 protestantischen (kalvinistischen) Gläubigen bestellt. Gleichfalls wirkte er als Garnisonspfarrer. Auch vertraute ihm der Fürst den Unterricht seines zweiten Sohnes, des Prinzen Friedrich an.
Unter dem Großherzog von Frankfurt, Karl Theodor von Dalberg, wurde Petri zum Provinzialkommissar der beiden evangelischen Konsistorien zu Fulda und Hanau und zum Inspektor der evangelischen Kirchen und Schulen im Departement Fulda ernannt. 1813 erhielt Petri den Titel Kirchenrat. Ab 1824 war er Inspektor des Schullehrerseminars, 1826 stieg er zum Mitglied des Schulvorstands auf. 1834 wurde er Metropolitan und Inspektor der evangelischen Schulen in den Verwaltungskreisen Fulda und Hünfeld. Im Herbst 1835 trat Petri als Professor in den Ruhestand und 1839, inzwischen als Konsistorialrat, wurde er von seinem Amt als Seelsorger in Fulda entbunden.
Er verfasste mehrere Fremdwörterbücher und Lehrbücher zur Literaturgeschichte.

## Werke
- Gleich- und ähnlich-lautende Wörter der deutschen Sprache, für den Jugend- und Selbstunterricht zusammengestellt, Friese, Pirna 1807. Digitalisat
- Gedrängtes Handbuch der Fremdwörter in deutscher Schrift- und Umgangs-Sprache, zum Verstehen und Vermeiden jener, mehr oder weniger, entbehrlichen Einmischungen, 4. Auflage, Arnoldische Buchhandlung, Dresden, 1823. Digitalisat
- Grundriß der Dichtungs-Lehre für Gelehrten-Schulen, Etlinger’sche Verlagsbuchhandlung, Würzburg, 1834. Digitalisat
- Vorschule der Literar-Geschichte von Griechen, Römern und Deutschen, 2. Ausgabe, Luckhardt’sche Hof-Buchhandlung, Cassel, 1837.
- National-Kalender der Deutschen, oder Tagebuch deutscher Geschichte bis zum Ende 1827, 2 Bde., Erste Ausgabe Ernst Klein, Leipzig 1828